# Cibodas (Cijati)
Cibodas is een bestuurslaag in het regentschap Cianjur van de provincie West-Java, Indonesië. Cibodas telt 5752 inwoners (volkstelling 2010).